# Maurus Raen
Maurus Raen ist ein osttimoresischer Ort im Suco Liurai (Verwaltungsamt Aileu, Gemeinde Aileu).

## Geographie
Der Weiler Maurus Raen liegt im Süden der Aldeia Raimanso auf einer Meereshöhe zwischen 1000 m und 1500 m. Nur eine kleine Piste verbindet den Ort mit der Außenwelt in Richtung Süden. In einem halben Kilometer Entfernung befindet sich das Dorf Raimanso. Weiter östlich liegt Rairema (Aldeia Rairema), von wo es weiter zur Überlandstraße von Aileu nach Maubisse geht. Anderthalb Kilometer in Richtung Süden befindet sich Hatu Makasak (Aldeia Rairema), wo auch eine Grundschule und eine medizinische Station stehen.